# Store Heddinge
Store Heddinge è una cittadina danese nella regione della Selandia. È la sede amministrativa del comune di Stevns e ha una popolazione di 3 579 abitanti (1º gennaio 2024).

## Geografia fisica
La città è situata nella parte orientale della Danimarca, nella penisola di Stevns. Dista circa 6 chilometri da Højerup, 13 da Hårlev, 22 da Faxe, 22 da Køge e poco più di 30 km da Haslev.

## Etimologia
Il toponimo originario di Store Heddinge era Heddinge, che deriva dall'antico danese hadd, che significa "capelli" o "lunghi tricomi di una pianta". Il toponimo intendeva quindi significare "luogo dove crescono piante dai lunghi tricomi".

## Storia
In origine Store Heddinge era un centro agricolo, privo di attività commerciali di un certo rilievo. Essendo situato nell'entroterra, utilizzava i porti di Rødvig, a sud e Bøgeskov a nord. Il nome originario della città era Hedding, come appare per la prima volta nel Liber Census Daniæ, del 1231. Anche la chiesa di Santa Caterina (Sancta Katharina kirke) risale al XIII secolo. La città ricevette lo status privilegiato di città di mercato nel 1441 dal re Cristoforo di Baviera ma, a causa della sua scarsa crescita, in più di un'occasione si pensò di toglierle tale privilegio. Nel 1620 fu fondata in città una scuola di latino, il cui rettore era anche un chierico, ma venne chiusa nel 1739. 
Il thing fu costruito ex novo intorno al 1838 sulla ricostruita piazza Nytorv come una combinazione di municipio, sala delle assemblee e prigione. Era opera dall'architetto Jørgen Hansen Koch, direttore dell'Accademia Reale Danese (Det Kongelige Danske Kunstakademi). 
La torre dell'acqua venne realizzata in pietra calcarea proveniente dalle scogliere di Stevns e mattoni rossi nel 1912.

## Infrastrutture e trasporti
Store Heddinge è servita dalla linea Østbanen, che collega la cittadina con Køge e altre stazioni della rete danese; è inoltre collegata con Hårlev a ovest e con Rødvig a sud tramite la compagnia ferroviaria Lokaltog.
La strada secondaria 261 passa a ovest del centro abitato e prosegue verso Køge, in direzione nord-ovest.